# Diplacanthopoma brachysoma
Diplacanthopoma brachysoma är en fiskart som beskrevs av Günther, 1887. Diplacanthopoma brachysoma ingår i släktet Diplacanthopoma och familjen Bythitidae. Inga underarter finns listade i Catalogue of Life.